# 서브스택
서브스택(Substack)은 소식지, 팟캐스트, 비디오를 포함한 구독 기반 콘텐츠를 지원하기 위해 출판, 결제, 분석 및 디자인 인프라를 제공하는 미국의 온라인 플랫폼이다. 이 플랫폼은 작가들이 디지털 콘텐츠를 구독자들에게 직접 보낼 수 있도록 해준다. 2017년에 설립된 서브스택은 샌프란시스코에 본사를 두고 있다.

## 역사
서브스택은 2017년 Kik Messenger의 공동 설립자인 크리스 베스트, Kik Messenger의 플랫폼 책임자이자 수석 개발자인 자이라지 세티, 그리고 전 팬도데일리(PandoDaily) 기술 기자였던 해미시 매켄지에 의해 설립되었다. 베스트와 매켄지는 구독 기반의 기술 및 미디어 소식지인 벤 톰슨의 Stratechery가 자신들의 플랫폼에 큰 영감을 주었다고 말했다. 베스트는 회사의 CEO를 맡고 있다.
2019년에 서브스택은 팟캐스트 및 소식지 구독자 간의 토론 스레드 지원을 추가했다.
2021년 11월까지 이 플랫폼은 50만 명 이상의 유료 구독자를 보유하고 있으며, 이는 100만 건 이상의 구독을 나타낸다고 밝혔다.
2022년 1월, 서브스택은 플랫폼에서 비디오 기능의 비공개 베타 테스트를 시작할 것이라고 발표했다. 11월에는 콘텐츠 제작자들이 구독자들과 비공개 그룹 채팅을 만들 수 있는 서브스택 채팅(Substack Chat)을 출시했다. 같은 해, 회사는 iOS용 서브스택 리더 앱을 출시했으며, 6개월 후에는 안드로이드 버전도 출시했다.
2023년 4월, 일론 머스크는 서브스택 경영진과 플랫폼 구매에 대해 논의했지만, 그의 제안은 거절당했다. 같은 달, 서브스택은 사용자가 짧은 형식 콘텐츠를 게시하고 재게시할 수 있는 노트(Notes) 기능을 구현했다. 이 마이크로블로그 기능은 X (소셜 네트워크)와 비교되었으며, 많은 매체들은 이를 머스크의 소유 아래 X의 변화에 대한 응답으로 간주했다. 머스크는 서브스택 노트를 비판했고, X는 서브스택 링크를 검열하기 시작했다.
2023년 11월, 서브스택은 새로운 비디오 제작 및 편집 도구를 도입했으며, 콘텐츠 제작자들은 플랫폼에서 독점 쇼를 출시하기 시작했다.
2024년 4월, 서브스택은 스포티파이와 제휴하여 팟캐스터가 양쪽 플랫폼에서 에피소드를 배포할 수 있도록 했으며, 팟캐스트를 위한 새로운 편집 기능을 추가했다. 2024년 6월, 서브스택은 틱톡 크리에이터를 위한 1년간의 개발 이니셔티브인 크리에이터 스튜디오를 발표했으며, 채팅 기능에 5분 비디오 기능을 추가했다. 노트에도 비디오가 추가되었다.
2024년 11월까지 서브스택은 400만 건의 유료 구독을 기록했다.
서브스택은 2024년 9월에 크리에이터를 위한 라이브 스트리밍 옵션을 추가했다. 2025년 1월 미국의 틱톡 제한에 이어, 서브스택은 2025년 2월에 서브스택 앱을 통해 직접 비디오를 게시하고 수익을 창출할 수 있는 기능을 발표했다. 2025년 3월, 서브스택은 500만 건의 유료 구독을 달성했다고 발표했다. 6월에는 독립 저널리스트 에릭 뉴커머가 서브스택이 새로운 자금 조달을 논의 중이라고 보도했다. 뉴욕 타임스는 나중에 서브스택이 1억 미국 달러를 유치하여 회사 가치가 11억 미국 달러에 달한다고 보도했다.

## 콘텐츠
서브스택 사용자에는 언론인, 전문 지식인 및 미디어 플랫폼이 포함된다. 플랫폼을 사용한 유명 작가로는 퓰리처상 수상 언론인 겸 작가 글렌 그린월드, 노벨상 수상자이자 경제학자 폴 크루그먼, 시모어 허쉬, 문화 평론가 앤 헬렌 피터슨, 음악 에세이스트 로버트 크리스트가우, 음식 작가 앨리슨 로먼 등이 있다. 뉴욕 타임스 칼럼니스트 마이크 아이작은 2019년에 서브스택과 같은 회사들이 작가들과의 직접적인 연결을 통해 독자를 유지하는 더 안정적인 수단으로 소식지를 보고 있다고 주장했다. 2020년, 뉴 리퍼블릭은 특히 전국적인 정치 소식지가 많은 것과 대조적으로 지역 뉴스 소식지가 부족하다고 말했다. 2020년 말에는 많은 언론인과 기자들이 플랫폼에 합류했는데, 이는 부분적으로 전통 미디어의 장기적인 쇠퇴(2019년 보도국 일자리는 2004년의 절반 수준이었다)에 기인한다. 그 무렵 더 뉴요커는 "서브스택이 저널리즘을 위한 친근한 보금자리로 스스로를 광고했지만, ... 그 소식지들 중 원본 보도를 출판하는 곳은 거의 없으며, 대다수는 개인적인 글쓰기, 의견, 연구 및 분석을 제공한다"고 썼다. 이 매체는 서브스택의 콘텐츠 검열 정책을 "경량"이라고 부르며, "괴롭힘, 위협, 스팸 광고, 음란물, 폭력 선동에 대한 규칙이 있으며; 검열 결정은 설립자들이 한다"고 덧붙였다.
서브스택을 이용한 주요 작가로는 역사학자 헤더 콕스 리처드슨, 기술 언론인 케이시 뉴턴과 에릭 뉴커머, 데이터 언론인 매튜 이글레시아스와 G. 엘리엇 모리스, 경제학자 글렌 로리와 에밀리 오스터, 언어학자 존 맥워터, 언론인 매트 타이비와 바리 바이스, 작가 대니얼 M. 레이버리, 조지 손더스, 블레이크 넬슨, 척 팔라닉, 매리앤 윌리엄슨, 살만 루슈디, 투이 T. 서덜랜드, 데이비드 벤틀리 하트, 스코티 영 등이 있다.

## 재정

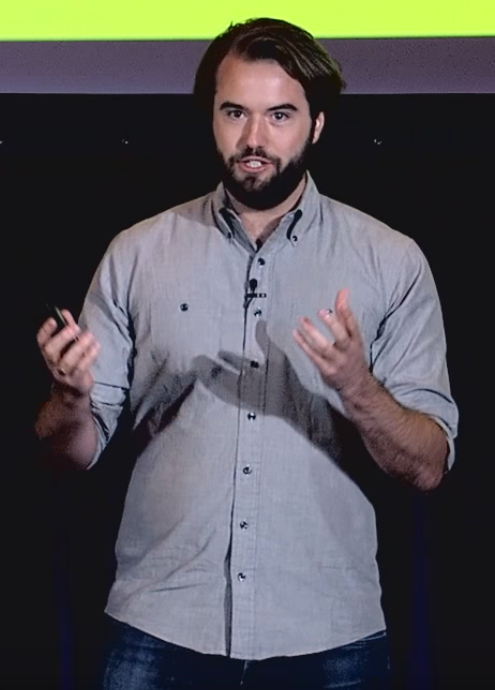
2015년 모바일 광고에 대해 논의하는 크리스 베스트

작가들은 소식지 구독을 무료로 할지 유료로 할지, 특정 게시물을 비구독자에게 공개할지 결정할 수 있다. 틀:기준일, 최소 구독료는 월 5 미국 달러 또는 연 30 미국 달러였으며, 서브스택은 보통 구독료의 10%를 수수료로 받는다. 서브스택은 게시자가 게재한 광고에서는 수익을 얻지 못한다. 2019년 2월, 플랫폼은 제작자들이 팟캐스트로 수익을 창출할 수 있도록 허용하기 시작했다. 서브스택은 2018년 기준으로 11,000명의 유료 구독자를 보고했으며, 2019년에는 50,000명으로 증가했다.
서브스택은 2018년 처닌 그룹, 젠 펀드, 트위치 CEO 에밋 시어, 징가 공동 설립자 저스틴 월드론을 포함한 투자자들로부터 초기 시드 펀딩을 유치했다. 앤드리슨 호로위츠는 2019년 1530만 미국 달러의 시리즈 A 투자를 제공했으며, 이 중 일부는 유명 작가들을 서브스택 네트워크로 유치하는 데 사용되었다. 서브스택은 일부 콘텐츠 제작자들에게 플랫폼에서 작업 시작을 위한 선금을 제공했다.
2019년, 이 사이트는 일부 작가들에게 3,000 미국 달러의 지원금과 샌프란시스코에서 하루 워크숍을 포함하는 석학회원 제도를 제공했다. 스포츠 일러스트레이티드, Deadspin, SB 네이션과 같은 스포츠 중심 출판물들의 쇠퇴와 코로나19 범유행의 시작이 겹쳐 2019년과 2020년에는 스포츠 기자들이 서브스택에서 글을 쓰기 위해 대거 이동했다. 서브스택은 이 하위 시장에서 구독 사이트 디 애슬레틱과 경쟁하므로, 매켄지는 회사가 그 시장에서는 덜 강력하게 인재를 유치한다고 말한다. 2020년, 팬데믹이 시작된 후, 서브스택은 40명 이상의 작가들에게 플랫폼에서 작업을 시작할 수 있도록 1,000~3,000 미국 달러의 보조금을 지급했다. 2021년에는 만화 콘텐츠로 확장하여 살라딘 아흐메드, 조너선 힉맨, 몰리 오스터택, 스콧 스나이더, 제임스 타이넌 4세를 포함한 제작자들과 계약을 맺고 구독 수익을 유지하면서 이들에게 돈을 지급했다. 첫해 이후, 서브스택은 구독 수익의 10%를 가져갈 것이다.
서브스택 설립자들은 2017년에 소수의 작가들에게 연락하여 첫 번째 창작자들을 확보했다. 빌 비숍은 그의 소식지 시노시즘을 서브스택에 올린 최초의 사람 중 한 명으로, 월 11 미국 달러 또는 연 118 미국 달러에 일간 콘텐츠를 제공했다. 2019년 기준으로 비숍의 시노시즘은 이 서비스에서 가장 높은 유료 소식지였다. 2020년 말까지 보수적인 소식지 The Dispatch는 서브스택 사용자 중 최상위에 올랐으며, 창립자 스티브 헤이즈에 따르면 10만 명 이상의 구독자와 첫해에 200만 미국 달러 이상의 수익을 기록했다. 2021년 5월, 서브스택은 브루클린 기반 스타트업 피플 & 컴퍼니(People & Company)를 인수했다. 2020년 8월, 서브스택은 10만 명 이상의 사용자가 최소 한 개 이상의 소식지를 유료 구독하고 있다고 보고했다. 2021년 8월 기준으로 서브스택은 25만 명 이상의 유료 구독자를 보유하고 있으며, 상위 10개 게시자는 연간 700만 미국 달러의 수익을 올리고 있었다. 2022년 4월, 뉴욕 타임스는 서브스택의 가치가 6억 5천만 미국 달러에 달할 수 있다고 보도했다. 서브스택은 2022년 5월에 자금 조달 노력을 중단했다. 회사는 7,500만 미국 달러에서 1억 미국 달러 사이의 자금 조달을 목표로 했다.

## 프로그램
2021년 3월, 서브스택은 작가들에게 플랫폼에서 출판물을 만들도록 선금을 지급하는 Substack Pro라는 수익 공유 프로그램을 실험하고 있다고 밝혔다. 그러나 어떤 작가들이 Substack Pro에 참여하는지 공개하지 않아 비판을 받았다. 이 프로그램은 2022년에 종료되었다.
서브스택은 서브스택 디펜더(Substack Defender) 프로그램을 통해 작가들에게 법률 자문을 제공한다. 변호사들은 이야기가 출판되기 전에 법률 검토를 제공하고, 작가들의 작업과 관련된 정지명령에 대한 자문을 제공한다. 서브스택은 디펜더 변호사가 수락한 사건에 대해 최대 100만 미국 달러의 수수료를 부담하겠다고 약속했다. 이 프로그램은 2025년에 Foundation for Individual Rights and Expression과의 파트너십을 포함하도록 확장되었다.

## 비판
2020년 7월 28일, 서브스택은 캘리포니아 소비자 프라이버시 법에 대한 개인정보 보호 정책 업데이트 이메일에서 사용자 이메일 주소를 cc 필드에 넣어 실수로 노출시켰다. 이메일 주소를 bcc 대신 cc 필드에 넣는 실수를 저질렀다. 서브스택은 X에서 이 실수를 인정했다.
2020년, X, 페이스북, 유튜브와 같은 인기 플랫폼들은 코로나19의 허위 정보를 퍼뜨린다고 주장하는 계정을 제한하거나 삭제하기 시작했고, 오보 확산 혐의를 받은 일부 저명한 작가들은 해당 플랫폼에서 서브스택으로 이동했다. 워싱턴 포스트는 조지프 머콜라와 스티브 배넌을 온라인 활동을 서브스택으로 옮긴 음모론자로 언급했다.
2022년 1월, Center for Countering Digital Hate는 서브스택이 공중보건에 위험할 수 있는 콘텐츠를 허용한다고 비난했다. 이 센터는 회사가 상위 5개 반백신 운동 작가들로부터만 연간 250만 미국 달러를 벌어들였다고 추정했다. 세 설립자는 블로그 게시물을 통해 최소한의 검열에 대한 약속을 재확인했다.
서브스택은 2023년 11월 백인 민족주의자, 나치, 반유대주의자들이 플랫폼을 사용하도록 허용한 것에 대해 추가적인 비판을 받았다. 공개 서한에서 100명 이상의 서브스택 크리에이터들은 플랫폼을 떠나겠다고 위협했고 서브스택 경영진에게 편협함을 허용하지 말 것을 간청했다. 이에 대해 서브스택 CEO 해미시 매켄지는 극단주의적인 견해를 검열하려는 시도가 문제를 악화시킬 것이기 때문에 계속 허용할 것이라고 말했다. 케이시 뉴턴, 몰리 화이트, 라이언 브로데릭과 같은 크리에이터들이 이로 인해 플랫폼을 떠났다.

## 같이 보기
- 미디엄 (웹사이트)